# Eusceptis obscura
Eusceptis obscura är en fjärilsart som beskrevs av William Schaus 1898. Eusceptis obscura ingår i släktet Eusceptis och familjen nattflyn. Inga underarter finns listade i Catalogue of Life.